# Budżfas
Budżfas (arab. بجفاص) – wieś w Syrii, w muhafazie Idlib. W 2004 roku liczyła 513 mieszkańców.